# Rada (politica)
Rada è un termine che significa "consiglio" o "assemblea"; deriva dalla parola polacca Rad (consiglio), proveniente dalla Bassa Franconia e passata poi anche alle lingue ceca, ucraina e bielorussa.
Usualmente, la parola è tradotta con il termine "consiglio"; talvolta, corrisponde a "Parlamento", o, in contesti sovietici, a soviet.

## Esempi
- Verchovna Rada, Parlamento dell'Ucraina
- Central'na Rada, Parlamento della Repubblica Popolare Ucraina
- Rada Glowna Opiekuncza, Polonia
- Rada Jednosci Narodowej, Polonia
- Rada Polityki Pieniężnej, Polonia
- Rada Trzech, Polonia
- Sich Rada
- BNR Rada, governo della Repubblica Nazionale Bielorussa (ora in esilio[non chiaro])